# 林廷琛
林廷琛（1510年—？），字世獻，號平沙，福建福州府侯官縣人，民籍，明朝政治人物。

## 生平
嘉靖七年（1528年）戊子科福建鄉試第四十九名舉人。嘉靖十四年（1535年）中式乙未科會試第五十名，登第二甲第四十三名進士。授官戶部主事，歷官員外郎。嘉靖十七年（1538年），因朝賀元旦遲到，左遷鎮江通判，不久罷黜歸里，居住鄉間，非常貧困，十餘年不至城市。卒於家。

## 家族
曾祖林仲禮，曾任義官；祖父林惟仁；父林文坡，母官氏。重庆下。